# Gymnomyza viridis
El mielero gigante o mielero gigante piquiamarillo (Gymnomyza viridis) es una especie ave paseriforme de la familia Meliphagidae endémica de las islas de Taveuni y Vanua Levu, de Fiyi. Anteriormente se consideraba conespecífico del mielero gigante piquipardo (Gymnomyza brunneirostris). 